# 로이스게라

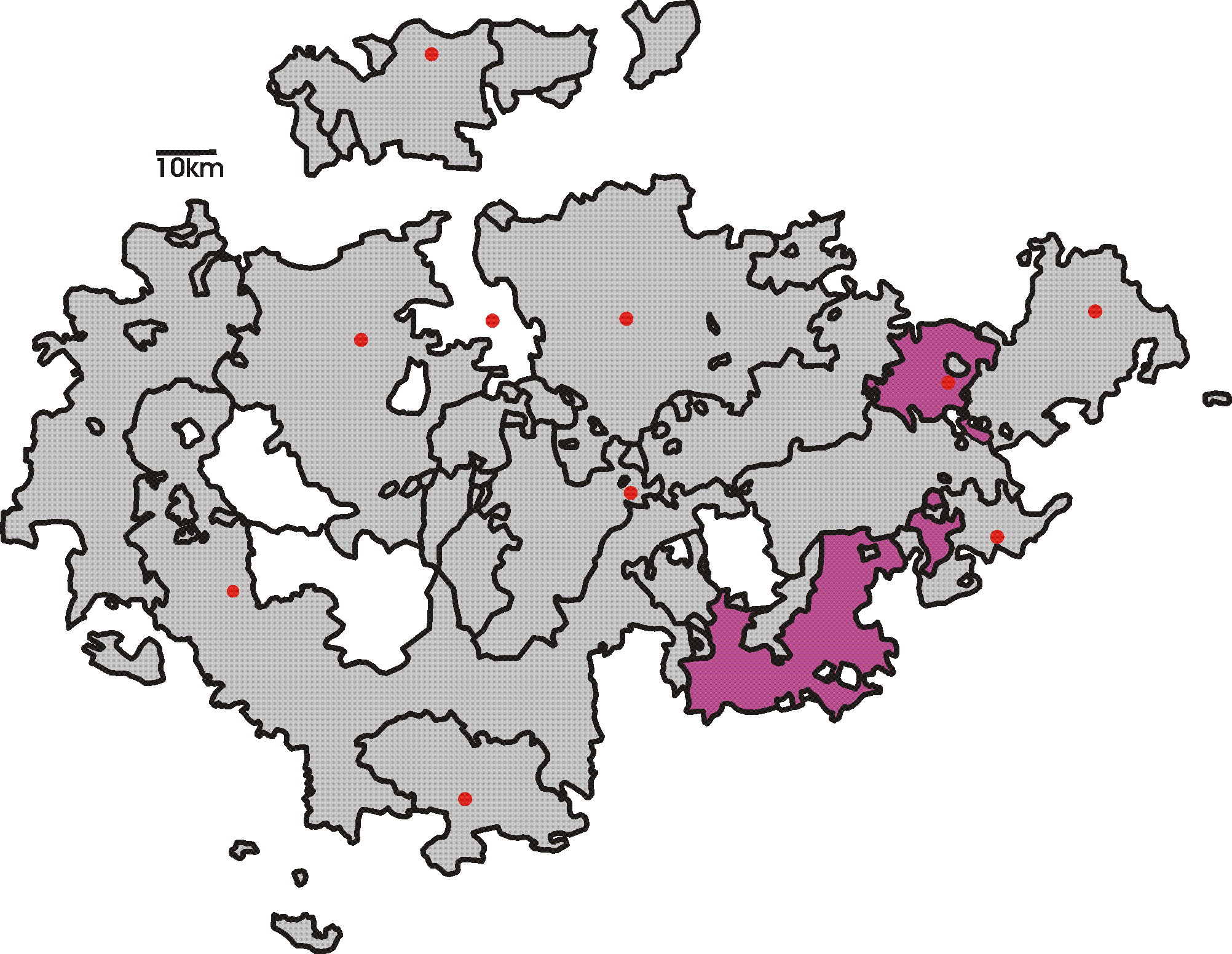
튀링겐 주 지도에 표시된 로이스게라 후국의 위치

로이스게라 후국(독일어: Fürstentum Reuß-Gera) 또는 로이스 제계 후국(독일어: Fürstentum Reuß jüngerer Linie)은 1806년부터 1918년까지 독일 튀링겐주에 있던 영방이자 후국으로 수도는 게라이며 면적은 827km2(1905년 당시 기준), 인구는 144,570명(1905년 당시 기준)이다.

국기
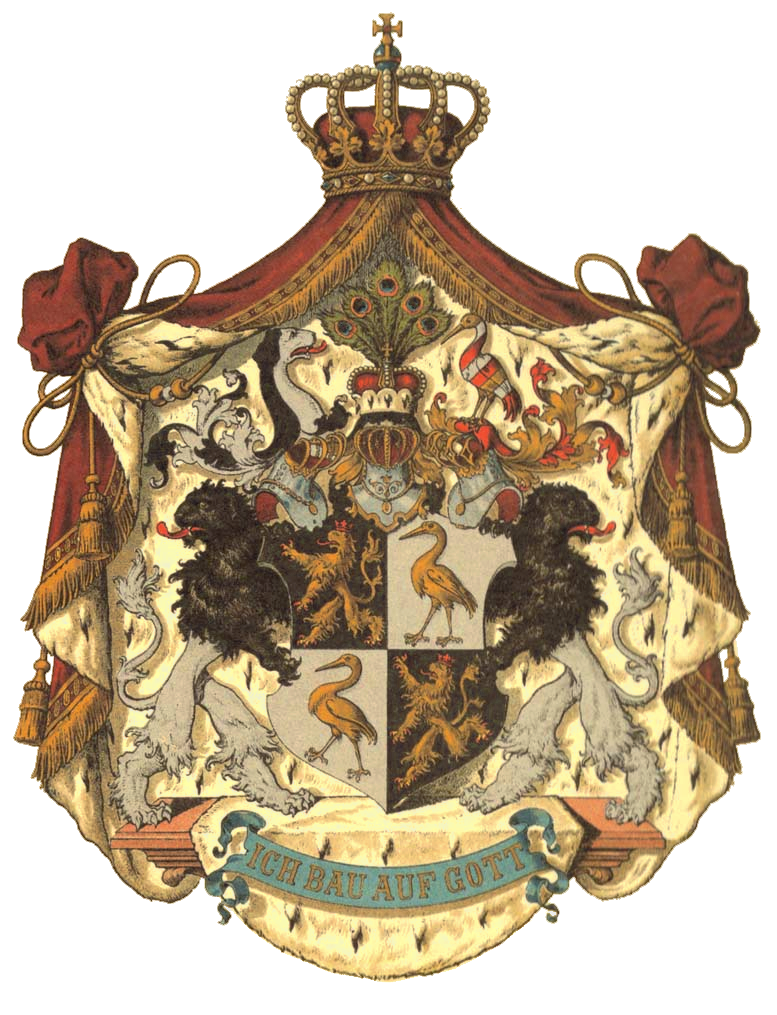
국장

## 역사
1806년에 로이스-슐라이츠(Schleiz: 로이스-게라[Gera] 포함), 로이스-로벤슈타인(Lobenstein), 로이스-쾨스트리츠(Köstritz), 로이스-에베르스도르프(Ebersdorf)의 군주의 작위가 모두 로이스 가문이 통치하는 후작(候爵)으로 올라갔다. 1824년 로벤슈타인과 에베르스도르프가 합병하였고, 1848년에 위의 모든 영토들이 통합하여 로이스 제계(Jüngere Linie)가 성립하였다.
1815년에는 독일 연방, 1866년에는 북독일 연방에 가입했다. 1871년에는 독일 제국의 한 영방(領邦)이 되었다. 1919년 로이스 공화국이 수립되었으며 1920년 튀링겐주에 합병되었다.
- 역대 군주
  - 1854년 - 1867년 하인리히 67세 (1789-1867)
  - 1867년 - 1908년 하인리히 14세 (1832-1908)
  - 1908년 - 1918년 하인리히 27세 (1858-1928)